# エルベ・ファルチアニ

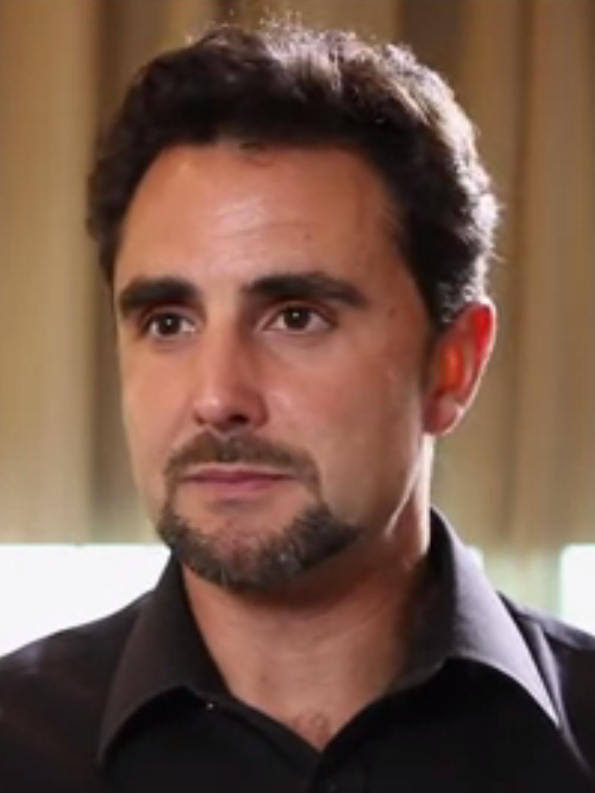

エルベ・ファルチアニ （フランス語: Hervé Falciani、1972年1月9日 - ）は、元銀行員で、現在フランス国立情報学自動制御研究所研究員。モンテカルロ生まれ。
1990年代、モナコのカジノで働き始めた。2000年、世界最大規模の金融グループHSBCホールディングスのIT担当となり、2006年、プライベート・バンキング部門（en:HSBC Private Bank、本社ジュネーヴ）へ異動。暗号化された顧客情報の巨大なデータベースへアクセスできるようになり、2007年には12万人以上の顧客の一覧表を揃えた。多数のファイルをフランス政府当局に提出（スイスリークス事件）、提出されたファイルは脱税の摘発のために活用され、のち他国の政府とも共有された。
データ窃盗の疑いでスイス政府当局に起訴されている。2015年11月に懲役5年を言い渡された。